# Близнюки
Близнюки́, ранее Близнецы (укр. Близнюки) — посёлок в Близнюковском поселковом совете бывшего Близнюковского района Харьковской области Украины.
Является административным центром Близнюковского поселкового совета, в который, кроме того, входят сёла Батюшки и Садовое.

## Географическое положение
Находится в степной зоне на железнодорожной линии Харьков-Ростов-на-Дону. Расстояние до Харькова по железной дороге — 170 км, по шоссе — 162 км.

## История
- Конец 18 либо начало 19 века (до 1850-х) — дата основания на склоне балки Большая Терновка[10] сёл Близнецы.[11]
- Согласно военно-топографическим картам Шуберта Российской империи,[12] в Харьковской губернии XIX века на территории современного посёлка существовало сёло Близнецы. В них было две ветряные мельницы[11] — одна в первых Близнецах, другая во вторых.
- По левой стороне тракта из Харькова на Ростов в данном месте в 1859 году[5] упоминается село Близнецы,[4] состоявшее из двух частей, разделённых расстоянием «в версту»,[5] и насчитывавшее 18 дворов и 214 жителей.[5]
- Близнецы-1 и Близнецы-2, как и близрасположенная Лозовая, административно относились к Рудаевской волости Павлоградского уезда Екатеринославской губернии.[9]

Согласно преданию, сёла Близнецы-1 и −2 были названы по двум расположенным друг напротив друга могилам русских воинов, павших в 17 веке при отражении набега татар.
Во второй половине 1860-х годов при строительстве Курско-Харьково-Азовской железной дороги, открытой в 1869 году, на месте будущего посёлка в 1868-69 годах была построена железнодорожная станция Надеждино близ одноимённого села Надеждино, сгоревшая в 1903 году. Станция была названа по селу Надеждино (с 1923 г. — Близнецовский район), которое было гораздо больше, чем маленькие Близнецы (многие станции данной железной дороги были названы по населённым пунктам, находившимся тогда на расстоянии 5-10 км от дороги).
Близнецы-1, Близнецы-2 и станция Надеждино существовали друг рядом с другом с 1869 по 1903 год.
Во второй трети 19 века при станции Надеждино возник станционный посёлок железнодорожников Надеждино (не путать с соседним селом Надеждино); в ж.д. посёлке было 15 домов.
В 1905 году восстановленную после пожара 1903 года станцию и посёлок при ней назвали уже Близнецы (БСЭ).
Железная дорога способствовала быстрому экономическому развитию. В 1905 в Близнецах были сооружены новые хлебные амбары, в 1907 — две паровые мельницы и маслобойня, в 1909 — пятиэтажная мельница Гезе, в 1910 — больница, в 1912 — начальная школа.
В 1911 году Близнецы-1 и Близнецы-2 были объединены в одно село.
В декабре 1917 года в Близнецах была установлена Советская власть, но в апреле 1918 года селение оккупировали немецкие войска. В дальнейшем в ходе гражданской войны власть несколько раз менялась.
В конце декабря 1919 года Советская власть была восстановлена.
12 апреля 1923 года Близнецы стали районным центром. Район входил в Павлоградский округ Екатеринославской губернии с 1923 до 1932 года, с 1932 — в состав Днепропетровской области, с 1934 — в состав Харьковской области.
25 августа 1929 года началось издание местной газеты «Красная Заря» (с 1931 — «К новой жизни», с 1933 — «Большевик»).
В 1930 году здесь была создана Близнецовская МТС, в которой насчитывалось 62 трактора; в 1935 году — открыты больница с поликлиникой, перед войной — построены Дом культуры, средняя школа, ветеринарная клиника, универмаг, здание райпотребсоюза, районный узел связи и несколько магазинов.
Население в 1939 году составляло 2276 человек.
После начала Великой Отечественной войны из жителей района был сформирован истребительный батальон «ястребков», участвовавший в оборонительных боях под Лозовой.
Во время ВОВ Близнецы переходили из рук в руки шесть раз.
12 октября 1941 года селение было было оккупировано вермахтом.
25 января 1942 года было освобождено РККА.
25 мая 1942, во время Барвенковского котла, вновь оккупировано.
6 февраля 1943 во время Третьей битвы за Харьков было освобождено Советской армией.
23 февраля 1943 года вновь оккупировано.
16 сентября 1943 года окончательно освобождено 31-й отдельной танковой бригадой под командованием генерал-майора Д. Н. Бурдова.
В период немецкой оккупации в посёлке действовала подпольная комсомольская группа О. И. Немченко. Также в Близнецах и окрестностях возникла партизанская группа из тридцати местных жителей, которую возглавил коммунист В.А. Сулима. Участники этой группы установили связь с подпольной группой в селе Новосёловка (состоявшей из пяти человек) и участвовали в освобождении окрестных сёл Софиевка-1, Рудаево, Раздоловка и Горжовка, совместно уничтожив 9 немецких офицеров и 58 немецких солдат и захватив вооружение, боеприпасы и военное имущество.
В боях за неоднократное освобождение и при оборонах Близнецов погибло много воинов Красной и Советской армии. В 1952 году в центре посёлка был установлен памятник павшим советским воинам и подпольщикам, убитым оккупантами.
В годы войны около пятисот жителей посёлка воевали на фронтах в рядах Советской армии; из них погибли 150 воинов; 185 из воевавших были награждены боевыми орденами и медалями СССР.
В 1953 году здесь был построен и введён в эксплуатацию маслозавод.
В июле 1957 Близнюки стали посёлком городского типа.
В 1968 году численность населения составляла 7,2 тыс. человек (вместе с подчинёнными н.п.); здесь действовали маслодельный завод и кирпичный завод. Население непосредственно Блюзнюков в 1974 составляло 4656 человек.
В 1976 году население составляло 4656 человек.
По состоянию на начало 1978 года здесь работали комбикормовый завод, маслодельный завод, пищекомбинат, межколхозная строительная организация, райсельхозтехника, лесомелиоративная станция, средняя школа, больница, Дом культуры, клуб и 4 библиотеки.
Также в советское время рядом с населённым пунктом был расположен военный гарнизон, состоящий из 809-го учебного авиационного полка (Близнецы — лагерный аэродром 809 УАП в/ч 19109, построенный немцами в 1942 году), батальона связи и батальона обслуживания (БАО), которые относились к Харьковскому высшему военному авиационному училищу летчиков (ХВВАУЛ). Эксплуатировалась взлетно-посадочная полоса (2600 м) для полетов учебных самолетов марки Л-39 «Альбатрос».
В январе 1989 года численность населения составляла 5840 человек,
В мае 1995 года Кабинет министров Украины утвердил решение о приватизации находившейся здесь райсельхозхимии, в июле 1995 года было утверждено решение о приватизации совхоза.
На 1 января 2013 года численность населения составляла 3909 человек.

## Экономика
- Промкомбинат, пищекомбинат, промартели, РТС.

## Транспорт
Железнодорожная станция Близнецы на линии Лозовая — Славянск Донецкой железной дороги. С момента постройки станция по-русски называется Близнецы.

## Культура
- Средняя школа.
- Дом культуры.
- Библиотека.
- Музей войны.
- Пионерский лагерь «Радуга»
- Продуктовый магазин «Весела кирпичiна»